# Maldita Nerea
Maldita Nerea és un grup musical murcià liderat per Jorge Ruiz.

## Història
Primer van començar donant petits concerts a Múrcia i van continuar amb actuacions a locals de Salamanca. Després d'un cert temps donant concerts per petites sales, la multinacional Universal Music s'interessà per ells i publicà, a l'octubre de 2003, el seu àlbum debut, Cuarto Creciente.
L'any 2007 és la data clau de Maldita Nerea, ja que Jorge Ruiz decideix que el segon àlbum serà auto editat. L'àlbum anomenat El Secreto de las Tortugas surt a la venda el 6 de novembre de 2007 i torna a posar al conjunt murcià al panorama musical nacional, principalment amb el single El secreto de las Tortugas on col·laboren Los Delinqüentes.
El 12 de maig del 2009 treuen el seu nou disc Es un secreto... No se lo digas a nadie que inclou la remasterització de quatre cançons del seu primer disc, el segon l'àlbum complet d'aquest grup murcià, i un DVD amb el Documental autobiogràfic i tres videoclips.
El 10 de desembre de 2010 Maldita Nerea fou el gran triomfador en la V edició dels Premis 40 Principals, rebent els premis al millor grup, artista revelació i millor cançó per Cosas que suenan a.... A més, El secreto de las tortugas fou escollida per iTunes com la cançó de l'any 2010.
El 17 de maig de 2011 llancen el seu nou projecte, Fácil. El disc va ser gravat entre els mesos de gener i abril de 2011 a "La Sucursal" de Sabadell. L'àlbum conté deu noves cançons pop, d'on s'han extret singles com Facil, ¿No podíamos ser agua? i En el mundo genial de las cosas que dices.
A finals de l'any 2011 graven la sintonia original del programa de Clan TVE Los Clanners, una cançó anomenada Bienvenido a nuestro clan gravant un vídeo conjuntament amb les estrelles de la sèrie.
El 27 de novembre de 2012 surt a la venda Mucho + fácil, la reedició del seu àlbum Fácil. La reedició inclou un CD amb tres cançons inèdites i DVD amb el concert que van realitzar a Rock in Rio i una entrevista. El primer single d'aquest àlbum s'anomena La respuesta no es la huida.

## Membres
- Jorge Ruiz: veu solista i compositor.

## Discografia

### Àlbums

#### Cuarto creciente (2003)
1. Se Está Haciendo Tarde
2. Ninguno De Dos
3. Mi Rey Y Yo
4. Te Hablaré
5. Cariño Yo Sólo Quiero...
6. Aunque Ni Siquiera Existas
7. Seis
8. Que No Es Verdad
9. Sabes Demasiado
10. Cuarto Creciente
11. Adiós

#### El Secreto De Las Tortugas (2007)
1. El Secreto De Las Tortugas
2. Abrí Los Ojos
3. Piedra Papel O Tijera
4. Con Trocitos
5. Por Eso (Kantamelade)
6. La Raya
7. Hace Tiempo Que Dices
8. Su Película
9. Después De Todos Estos Años
10. Todo Está Perfecto
11. El Secreto De Las Tortugas (amb Los Delinqüentes)

#### Es Un Secreto... No Se Lo Digas A Nadie (2009)
1. Por El Miedo A Equivocarnos (inèdita)
2. Cosas Que Suenan A... (inèdita)
3. Tu Mirada Me Hace Grande (inèdita)
4. Ninguno De Dos (nova versió)
5. Adiós (nova versió)
6. Se Está Haciendo Tarde (nova versió)
7. Seis (nova versió)
8. El Secreto De Las Tortugas
9. Con Trocitos
10. Piedra Papel O Tijera
11. Por Eso (Kantamelade)
12. La Raya
13. Abrí Los Ojos
14. Hace Tiempo Que Dices
15. Su Película
16. Después De Todos Estos Años
17. Todo Está Perfecto

DVD:
1. Tortugas: documental biográfico con concierto acústico
2. El Secreto De Las Tortugas (videoclip)
3. Abrí Los Ojos (videoclip)
4. Por El Miedo A Equivocarnos (videoclip)

#### Fácil (2011)
1. Fácil
2. ¿No podíamos ser agua?
3. El error
4. El último día
5. En el mundo genial de las cosas que dices
6. Con lo que nos hemos dado
7. Sobraron precipicios
8. Verso acabado. Punto.
9. El inventario
10. No queda nadie

#### Mucho + Fácil (2012)
1. La respuesta no es la huida
2. Hecho con tus sueños
3. Veré la estrella

[...]

### Singles
- Adiós (2003)
- El Secreto De Las Tortugas (2007)
- El Secreto De Las Tortugas amb Los Delinqüentes (2008)
- Abrí Los Ojos (2008)
- Por El Miedo A Equivocarnos (2009)
- Cosas Que Suenan A... (2010)
- El Secreto De Las Tortugas - versió (2010)
- Fácil (2011)
- ¿No podiamos ser agua? (2011)
- En el mundo genial de las cosas que dices (2012)
- La respuesta no es la huida (2012)
- Mira dentro (2014)